# Gransjön (Åsele socken, Lappland, 714069-158177)
Gransjön är en sjö i Åsele kommun i Lappland och ingår i Gideälvens huvudavrinningsområde. Sjön har en area på 0,99 kvadratkilometer och ligger 347,1 meter över havet. Sjön avvattnas av vattendraget Gideälven.

## Delavrinningsområde
Gransjön ingår i det delavrinningsområde (714192-158057) som SMHI kallar för Utloppet av Gransjön. Medelhöjden är 383 meter över havet och ytan är 9,94 kvadratkilometer. Räknas de 14 avrinningsområdena uppströms in blir den ackumulerade arean 248,03 kvadratkilometer. Avrinningsområdets utflöde Gideälven mynnar i havet. Avrinningsområdet består mestadels av skog (79 procent). Avrinningsområdet har 0,99 kvadratkilometer vattenytor vilket ger det en sjöprocent på 9,9 procent.